# Bo Yikao
Bo Yikao (in cinese: 伯邑考S; 10 a.C.) era il figlio maggiore del Wen Wang e fratello maggiore del Zhou Wuwang, che fondò la dinastia Zhou nell'antica Cina.
In quanto membro della casa reale di Zhou, il nome della sua famiglia era Ji. "Bo" si riferisce al suo status di figlio maggiore di suo padre. "Yikao" potrebbe essere stato il suo nome personale o un nome postumo usato per scopi rituali.

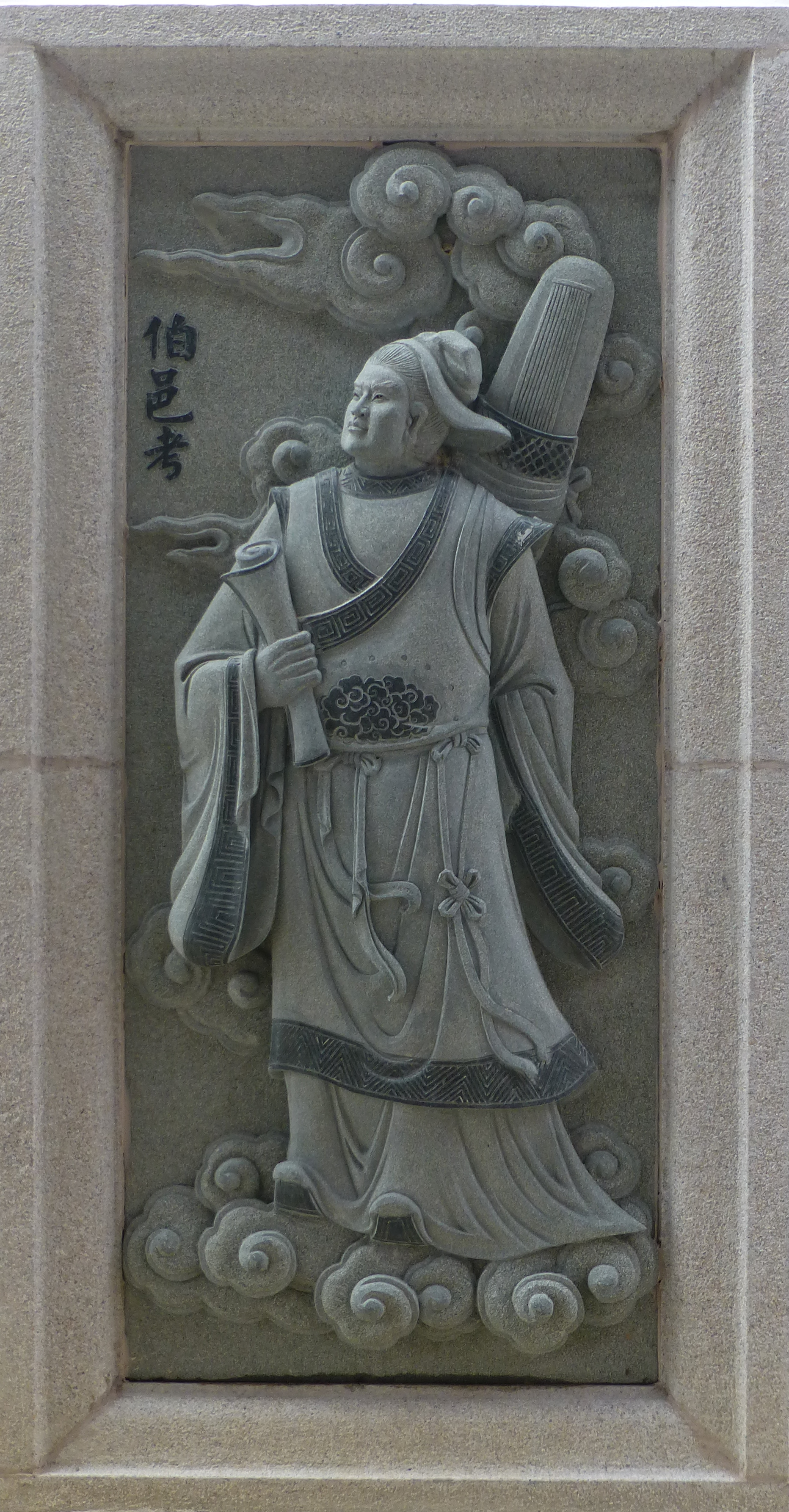
Pezzo d'arte che rappresenta l'immagine di Bo Yikao.

Si sa che non ha ereditato il dominio del padre, viste le successive leggi e costumi ereditari è molto probabile che sia morto prima del padre. Storie come il Fengshen Yanyi implicano il re Zhou, l'ultimo sovrano Shang, e la narrazione tradizionale della sua morte fu considerata dai giuristi cinesi successivi come la prima prova della morte da un migliaio di tribunali. Tuttavia, passaggi del Libro dei riti e degli Huainanzi suggeriscono che l'eredità al trono di quel re fosse semplicemente una rarità o addirittura un'antica tradizione degli Zhou (nella storia tradizionale si afferma che il bisnonno di Bo Yikao, il re Anche Zhou's Tai, era stato favorito al posto di suo fratello maggiore).

## Nella fiction
Nel Fengshen Yanyi, Bo Yikao è il figlio più anziano ed eccezionale di Ji Chang, il duca d'Occidente alla fine della dinastia Shang. Eccelle nelle arti e nella musica, nella pietà filiale e nella bellezza. Il romanzo racconta la prigionia di Chang a Youli (che è una realtà storica) e afferma che Yikao è venuto con dei regali per ottenere il suo rilascio. Durante l'udienza, la concubina del re Zhou, Daji, trova il giovane attraente e chiede al re di lasciarle insegnare a suonare la cetra. Durante una delle lezioni, cerca di sedurlo, ma Yikao la rifiuta e la mette in ridicolo. L'infatuazione si trasforma in odio e Daji per dispetto informa il re che il giovane l'ha molestata e deriso il sovrano nella sua musica. Furioso, il re ordina che venga giustiziato, smembrato e preparato con i suoi resti delle torte di carne, che il re invia a Ji Chang. Per la sua maestria nella divinazione, il sovrano aveva già scoperto il destino di suo figlio ma, per non destare i sospetti del re, li mangia. Pensando che la sua fama di indovino non fosse tale, il re lascia andare il duca. Sulla via del ritorno, il duca vomita le torte, che si trasformano in tre conigli bianchi che vengono affidati alle cure della dea della luna, Chang'e.

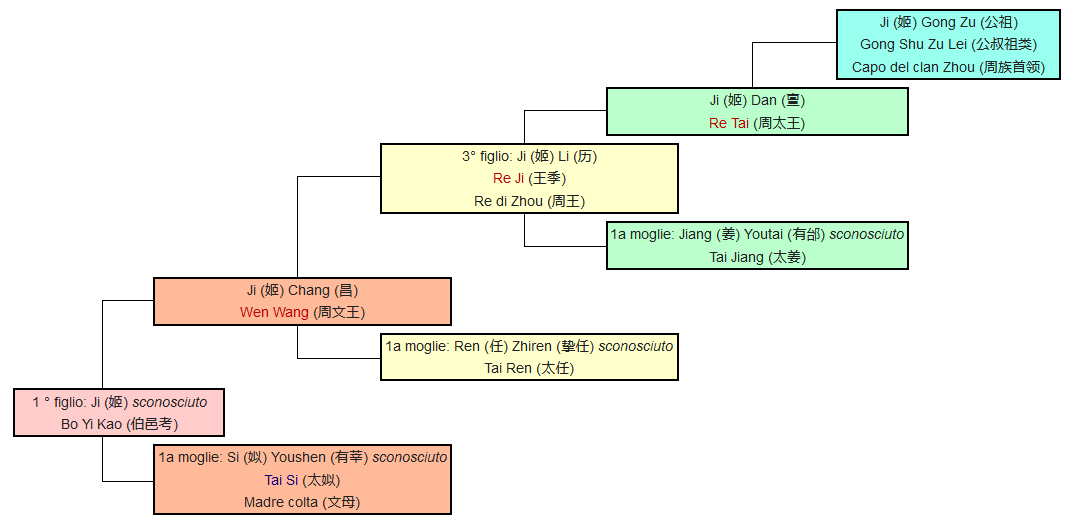
Antenati